# Castillo de Santa Catalina (slott i Spanien, Andalusien, Provincia de Cádiz, lat 36,01, long -5,61)
Castillo de Santa Catalina är ett slott i Spanien.   Det ligger i provinsen Provincia de Cádiz och regionen Andalusien, i den södra delen av landet, 500 km söder om huvudstaden Madrid. Castillo de Santa Catalina ligger 6 meter över havet.
Terrängen runt Castillo de Santa Catalina är kuperad norrut, men österut är den platt. Havet är nära Castillo de Santa Catalina åt sydväst.  Närmaste större samhälle är Algeciras, 19,7 km nordost om Castillo de Santa Catalina. 